# Гомес, Хулио
Хулио Энрике Гомес Гонсалес (исп. Julio Enrique Gómez González; 13 августа 1994, Тампико, Тамаулипас) — мексиканский футболист, выступающий на позициях вингера или атакующего полузащитника. Игрок клуба «Корас де Наярит». Победитель чемпионата мира по футболу среди юношеских команд 2011 в составе мексиканской сборной.

## Карьера

### Клубная
Хулио Гомес является воспитанником мексиканской «Пачуки». В январе 2011 года он дебютировал в Клаусуре, выйдя на поле в матче с клубом «Сантос Лагуна». На тот момент футболисту было всего 16 лет.

### Международная
В 2011 году Гомес был включён в состав сборной Мексики для игроков до 17 лет для участия в чемпионата мира среди юношеских команд. На турнире он принял участие во всех семи встречах. Во втором матче группового этапа против сверстников из Конго он забил один гол, в результате чего мексиканцы одержали победу со счётом 2:1. В полуфинале турнира Хулио Гомес отметился дублем во встрече с Германией (голы на 3 и 90 минутах), благодаря чему сборная Мексики оказалась в финале. В финальном матче против Уругвая футболист сначала находился на скамейке запасных, но был выпущен на поле на 63-й минуте. По окончании игры был зафиксирован счёт 2:0 в пользу Мексики, что означало победу мексиканцев в домашнем для себя чемпионате мира среди юношеских команд. По итогам соревнования Гомес был награждён золотым мячом как лучший футболист турнира.

## Достижения
Командные
 Мексика (до 17)
- Победитель чемпионата мира среди юношеских команд: 2011

 Мексика (до 20)
- Чемпионат КОНКАКАФ среди молодёжных команд — 2013

Индивидуальные
- Золотой мяч чемпионата мира среди юношеских команд: 2011